# كنوت براستاد
كنوت براستاد (بالنرويجية البوكمول: Knut Brustad)‏ هو منافس ألعاب قوى نرويجي، ولد في 23 يوليو 1945 في Frosta Municipality ‏ في النرويج.